# European Foundation of Human Rights
Die European Foundation of Human Rights (EFHR) (lt. Europos žmogaus teisių fondas, pl. Europejska Fundacja Praw Człowieka, rus. Европейский Фонд Прав Человека, dt. Europäische Stiftung für Menschenrechte) ist eine litauische Nichtregierungsorganisation (NGO) mit Sitz in Vilnius, die sich für die Durchsetzung und den Schutz von Menschenrechten, insbesondere der Rechte ethnischer Minderheiten in Litauen einsetzt.

## Hintergründe und Geschichte
Nach der Unabhängigkeit von der UdSSR im Jahr 1990 strebte die Republik Litauen eine rasche Integration in die Gemeinschaft freiheitlich-demokratischer Staaten Europas, sowie die Mitgliedschaft in der Europäischen Union (EU) an. Für beides waren Fortschritte unter anderem auch im Bereich Menschenrechte notwendig, die zwischen 1990 und 2004 auch zu verzeichnen waren. Seit dem Beitritt Litauens zur EU im Zuge der Osterweiterung Teil I im Jahr 2004 wiesen Menschenrechtsorganisationen jedoch verschiedentlich darauf hin, dass ein Ansteigen der Missachtung von Menschen- und insbesondere Minderheitsrechten, sowohl von staatlicher als auch von privater Seite, zu beobachten sei.
Nach Außerkrafttreten des litauischen Gesetzes über die ethnischen Minderheiten von 1989 am 1. Januar 2010, das den nationalen Minderheiten in Litauen konkrete Rechte und Schutz gewährt hatte, verblieben hierfür nur die allgemein formulierten Grundsätze in der litauischen Verfassung. Dieser Zustand dauert bis heute (Stand August 2015) an, obwohl Litauen ebenfalls im Jahr 2010 das Rahmenübereinkommen zum Schutz nationaler Minderheiten ratifiziert hat. Die Europäische Kommission gegen Rassismus und Intoleranz des Europarats rügte insoweit das Bestehen eines rechtlichen Vakuums in der litauischen Rechtsordnung. Vor diesem Hintergrund erfolgte noch im Jahr 2010 die Gründung der European Foundation of Human Rights durch Angehörige der polnischen Minderheit, die in Litauen etwa 6,6 % der Gesamtbevölkerung ausmacht.

## Ziele und Tätigkeiten
Die EFHR versteht sich als Menschenrechtsorganisation, die sich schwerpunktmäßig für den Schutz und die Förderung der Rechte ethnischer Minderheiten in Litauen, insbesondere der polnischen Minderheit einsetzt. Sie ist dabei in unterschiedlicher Weise aktiv:

### Information und Bildung im Bereich Menschenrechte
Zum einen sammelt die EFHR Informationen über Menschenrechtsverletzungen in Litauen sowie über aktuelle politische und rechtliche Entwicklungen im Bereich der Menschen- und Minderheitenrechte und kommuniziert sie über ihre Website, Flugblätter und andere Publikationen. Von Menschenrechtsverletzungen und Diskriminierung Betroffenen werden Informationen angeboten, wie sie sich dagegen rechtlich zur Wehr setzen können. Alle zwei Jahre wird zudem ein Bericht über die aktuelle Situation von Minderheitsrechten in Litauen mit Empfehlungen für Gesetzgebung und öffentliche Verwaltung herausgegeben.
Darüber hinaus engagiert sich die Organisation im Bereich der Menschenrechtsbildung, wofür sie kostenlose Workshops zum Thema Menschenrechte anbietet, die von Experten wie Wissenschaftlern oder erfahrenen Juristen geleitet werden. In Kooperation mit weiterführenden Schulen organisiert sie Unterrichtseinheiten zu den Menschenrechten und Themen wie Diskriminierung oder der Arbeit von NGOs. Um gleichermaßen Menschen außerhalb der größeren Städte zu erreichen, die teilweise über keinen Zugang zum Internet verfügen, organisiert die EFHR entsprechende Veranstaltungen auch im litauischen Hinterland. Regelmäßig finden zudem Kooperationen mit anderen NGOs statt, so z. B. mit Aktivisten von Amnesty International im Rahmen der European Action Week against Racism im Jahr 2015 an der Mykolas-Romeris-Universität in Vilnius.

### Monitoring von Medien und Internet
Des Weiteren geht die Organisation gegen rassistische oder diskriminierende Rede (sog. Hate speech) in Medien, vor allem in Kommentaren auf Internetportalen vor. Einschlägige Internetportale und Nachrichtenseiten werden dazu aktiv auf entsprechende Inhalte untersucht, Hinweise Dritter auf solche Inhalte gesammelt und Vorfälle angezeigt.

### Kostenlose Rechtsberatung und -vertretung
Zudem sind kostenlose Rechtsberatung und ggf. auch rechtliche Vertretung vor Gericht und anderen Institutionen ein Tätigkeitsfeld. Dazu beschäftigt die Organisation eigene Rechtsanwälte, kooperiert aber auch mit externen Kanzleien. Gegenstand der Beratungen sind alle Formen von Diskriminierung, aber auch Unterstützung bei Verwaltungsvorgängen wie z. B. Namensänderungen hin zur nicht-lituanisierten Schreibweise von Familiennamen. Die Organisation berät bzw. vermittelt Beratung sowohl für natürliche Personen als auch für Unternehmen.

## Erfolge
Im Zuge der EFHR-Kampagne gegen Hate Speech im Internet konnten seit 2010 über 450 Vorfälle angezeigt werden, was in mehr als 40 Fällen zur strafrechtlichen Verurteilung der Urheber führte. Die seit 2006 steigende Zahl einschlägiger Kommentare auf litauischen Internetportalen ist mittlerweile wieder rückläufig, was auch mit der Kampagne in Verbindung gebracht wird.
Im selben Zeitraum meldete die Organisation dem Gleichbehandlungsbeauftragten der Republik Litauen mehr als 30 Stellenausschreibungen, die ihrer Ansicht nach auf rechtswidrige diskriminierende Einstellungskriterien hindeuteten. In 14 Fällen wurde dieser Verdacht als begründet angesehen, die Ausschreibungen für rechtswidrig erklärt und deren Urheber offiziell verwarnt.
Im Jahr 2014 änderte die US-amerikanische NGO Freedom House auf Intervention der EFHR in ihrem Jahresbericht 2013 die zu Litauen veröffentlichten Informationen dahingehend, dass der Satz "The Rights of ethnic minorities, (...), are legally protected" (Die Rechte ethnischer Minderheiten, (...), sind rechtlich geschützt) gestrichen und stattdessen festgestellt wurde, dass die Diskriminierung ethnischer Minderheiten weiterhin ein Problem in Litauen ist.